# Vár
Na Mitologia nórdica, Vár ou Vór (nórdico antigo, significando "promessa",  ou "amado",  seguindo a tradução de língua inglesa) é uma deusa associada com juramentos e acordos. Var é atestada na  Edda em verso, compilado no século XIII a partir de fontes tradicionais, e na  Edda em prosa,  escrita no século XIII por Snorri Sturluson.

## Atestações
No poema da Edda em verso Þrymskviða, a benção de Vár é invocada pelo jötunn Þrymr depois de sua "noiva" (que na verdade é o deus Thor disfarçado como a deusa Freyja) é sagrada com o martelo roubado de Thor, Mjöllnir, em seu casamento:

| Traduzido pela versão em inglês de Benjamin Thorpe (literal): Então disse Thrym, O Senhor dos Thursares: Traga o martelo cá, Para a noiva consagrar; Deixe o Miöllnir No colo da donzela; Um com o outro iremos nos unir Pela mão de Vör. | Então Thrym alto falou, O líder dos gigantes: "Traga o martelo Para a noiva sagrar; Nos joelhos da Moça Deixe jazer aqui o Mjollnir, Que nossas mãos hão de se unir Que Vör há de abençoar”. |  |

No capítulo 35 do livro da Edda em prosa, Gylfaginning,  Alto fala com Gangleri (descrito como rei Gylfi disfarçado) sobre o ásynjur. Alto lista Vár como nona entre o 16 ásynjur que ele apresenta no capítulo e fornece algumas informações sobre ela:

Nona Var: Ela escuta juramentos das pessoas e acordos privados que homens e mulheres fazem entre si. Assim, estes contratos são chamados de varar. Ela também pune aqueles que as quebram. 

## Teorias
Quanto à referência cerimonial civil para Vár em  Þrymskviða, opina  Andy Orchard que  "a antiguidade de tal ritual está longe de ser clara."  Britt-Mari Näsström argumenta que, como muitas outras deusas menores, Vár era originalmente um dos nomes de Freyja, mais tarde vistas como deusas independentes. 